# بزرگراه میان‌ایالتی ۳۰
بزرگراه میان ایالتی ۳۰ (به انگلیسی: Interstate-30، مخفف:I-30) یکی از بزرگراه‌های میان ایالتی آمریکاست؛ که مسیر شرقی-غربی داشته و زیرمجموعه دارد. این بزرگراه، از بزرگترین بزرگراه‌های آمریکاست.